# Lagos de Titán

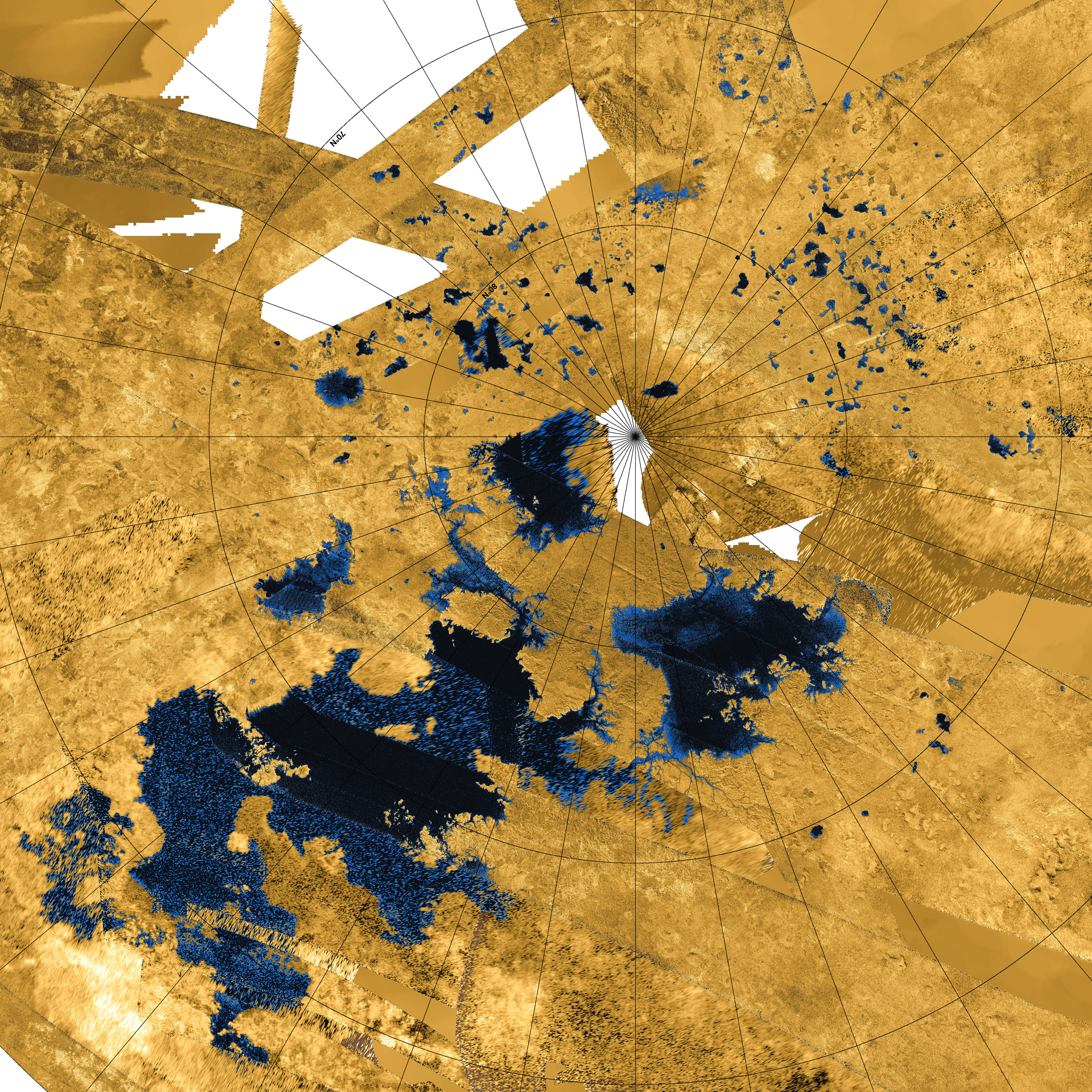
Mosaico en falso color obtenido por el radar de apertura sintética de la sonda Cassini de la región norte de Titán, mostrando mares y lagos de hidrocarburos y sus redes tributarias. La coloración azul indica las áreas de reflectividad baja del radar, causada por cuerpos líquidos de etano, metano y nitrógeno. Kraken Mare, el mayor mar de Titán, está abajo a la izquierda. Ligeia Mare es el gran cuerpo por debajo del polo, y Punga Mare, la mitad de su tamaño, está justo a la izquierda del polo. Las áreas blancas no han sido fotografiadas.

Los lagos de Titán, la luna más grande del planeta Saturno, son cuerpos de etano y metano líquidos detectados por la sonda espacial Cassini–Huygens, aunque ya se sospechaba su existencia desde mucho tiempo antes. Los cuerpos más grandes son conocidos como maria (mares) y los más pequeños como lacūs (lagos).

## Historia

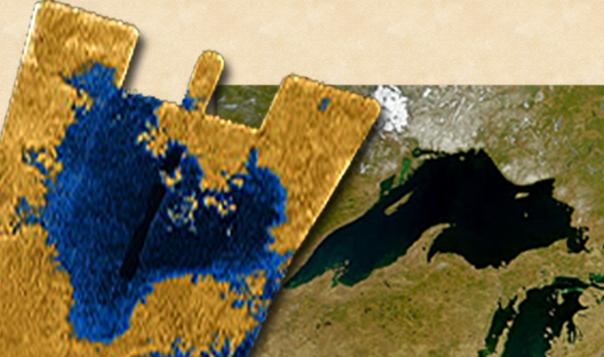
Comparación de tamaño entre Ligeia Mare y el lago Superior.

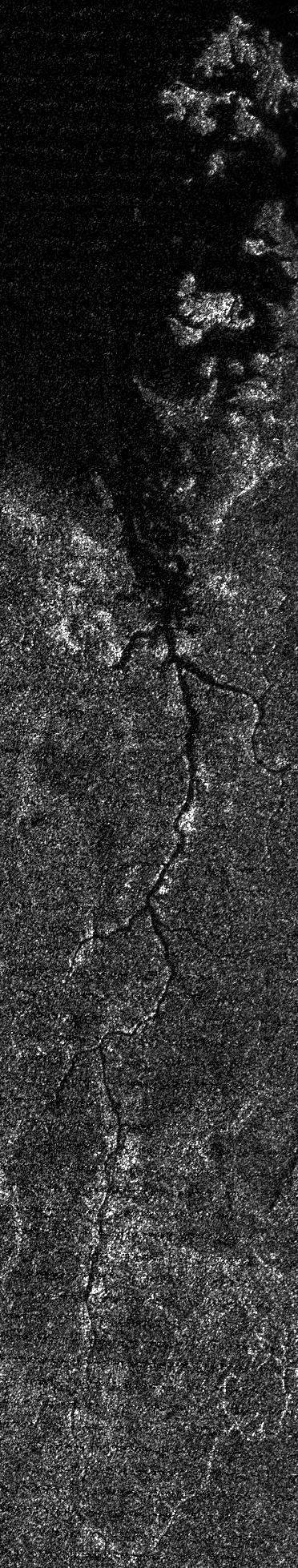
Vid Flumina, un río de 400 km de largo que desemboca en Ligeia Mare.

La posibilidad de que hubiera mares en Titán se sugirió por primera vez sobre la base de datos de las sondas Voyager 1 y 2, lanzadas en agosto y septiembre de 1977. Los datos mostraron que el satélite tiene una atmósfera densa con la temperatura y la composición correcta para permitir su existencia. La evidencia directa no se obtuvo hasta 1995 cuando los datos del telescopio espacial Hubble y otras observaciones sugirieron la existencia de metano líquido en Titán, ya sea en bolsas desconectadas o a escala de océanos al tamaño del satélite, similar al agua en la Tierra.
La misión Cassini confirmó la hipótesis anterior, aunque no inmediatamente. Cuando la sonda llegó al sistema de Saturno en 2004, se esperaba que los lagos u océanos de hidrocarburos podrían ser detectables por la luz solar reflejada en la superficie de cualquier cuerpo líquido, pero inicialmente no se observaron reflexiones especulares.
Las posibilidades se mantuvieron en las regiones polares de Titán, donde se esperaba que el etano y metano líquidos fueran abundantes y estables. En la región del polo sur, un enigmático elemento oscuro, nombrado Ontario Lacus, creado posiblemente por la agrupación de nubes observadas en la zona, fue el primer potencial lago identificado. Una posible línea costera también fue identificada cerca del polo por medio de las imágenes de radar. Después de un sobrevuelo el 22 de julio de 2006, el radar de la sonda Cassini fotografió las latitudes del norte (que estaban en invierno en ese momento), donde se observan una serie de parches grandes, lisos (y por lo tanto oscuros al radar) que salpican la superficie cerca del polo. Sobre la base de las observaciones, los científicos anunciaron «evidencia definitiva de lagos llenos de metano en la luna de Saturno, Titán» en enero de 2007.
El equipo de la Cassini-Huygens llegó a la conclusión que las características fotografiadas son casi seguro los lagos de hidrocarburos buscados desde hace tiempo, los primeros cuerpos líquidos encontrados fuera de la Tierra. Algunos parecen tener canales asociados con el líquido y se encuentran en depresiones topográficas. Los canales en algunas regiones han creado sorprendentemente poca erosión, lo que sugiere que la erosión en Titán es extremadamente lenta, o algunos otros fenómenos recientes pudieron haber acabado con los lechos de los ríos y los accidentes geográficos más antiguos. En general, las observaciones de radar de la Cassini han demostrado que los lagos cubren solo un pequeño porcentaje de la superficie y se concentran cerca de los polos, haciendo a Titán mucho más seco que la Tierra. La alta humedad relativa de metano en la atmósfera inferior de Titán podría mantenerse mediante la evaporación de los lagos que cubren solamente el 0,002–0,02% de toda la superficie.
Durante un sobrevuelo de la Cassini a finales de febrero de 2007, las observaciones de cámaras y radar revelaron varias características grandes en la región del polo norte interpretadas como grandes extensiones de metano y/o etano líquido, incluyendo una, Ligeia Mare, con un área de 126 000 km² (ligeramente más grande que el lago Míchigan–Hurón, el lago más grande en la Tierra), y otro, Kraken Mare, que luego resultó ser tres veces mayor en tamaño. Sin embargo, un sobrevuelo en las regiones del polo sur de Titán en octubre de 2007 reveló características similares pero los lagos son mucho más pequeños.
Durante un sobrevuelo cercano de la Cassini en diciembre de 2007 el instrumento de mapeo visual observó un lago, Ontario Lacus, en la región del polo sur de Titán. Este instrumento identifica químicamente diferentes materiales en función de la forma en que absorben y reflejan la luz infrarroja. Basándose en las observaciones de este instrumento, los científicos llegaron a la conclusión de que al menos uno de los grandes lagos observados en la luna de Saturno, contiene, en efecto hidrocarburos líquidos y se ha identificado positivamente la presencia de etano. Esto convierte a Titán en el único objeto en el sistema solar, aparte de la Tierra, con líquido a temperatura ambiente estable en su superficie. Las mediciones de radar realizadas en julio de 2009 y enero de 2010 indican que Ontario Lacus es extremadamente superficial, con una profundidad media de 0,4 a 3,2 m, y una profundidad máxima de 2,9 a 7,4 m. Puede parecerse a una marisma terrestre. Por el contrario, en el hemisferio norte Ligeia Mare tiene profundidades de 170 m.